# Bialski Klub Sportowy 2021-2022
Questa voce raccoglie le informazioni riguardanti il Bialski Klub Sportowy nelle competizioni ufficiali della stagione 2021-2022.

## Organigramma societario
Area direttiva
- Presidente: Aleksandra Przybysz

Area tecnica
- Allenatore: Bartłomiej Piekarczyk
- Allenatore in seconda: Bartosz Sufa

## Rosa
| N° | Nome                | Ruolo | Data di nascita  | Nazionalità sportiva |
| -- | ------------------- | ----- | ---------------- | -------------------- |
| 1  | Aleksandra Kazała   | S     | 12 luglio 1996   | Polonia              |
| 3  | Ewelina Polak       | P     | 17 aprile 1993   | Polonia              |
| 5  | Martyna Borowczak   | S     | 30 agosto 2002   | Polonia              |
| 6  | Julia Mazur         | L     | 17 aprile 2001   | Polonia              |
| 8  | Magdalena Pytel     | C     | 16 aprile 1992   | Polonia              |
| 10 | Karina Chmielewska  | P     | 25 aprile 1997   | Polonia              |
| 11 | Dominika Pierzchała | C     | 11 marzo 2003    | Polonia              |
| 13 | Martyna Świrad      | C     | 5 gennaio 1998   | Polonia              |
| 16 | Kinga Drabek        | L     | 10 maggio 1998   | Polonia              |
| 17 | Koleta Łyszkiewicz  | S     | 22 gennaio 1993  | Polonia              |
| 18 | Gabriela Orvošová   | O     | 28 gennaio 2001  | Rep. Ceca            |
| 19 | Alina Bartkowska    | O     | 15 novembre 1999 | Polonia              |
| 22 | Weronika Szlagowska | S     | 29 novembre 2001 | Polonia              |